# Ray Charles and Betty Carter
Ray Charles and Betty Carter – album Raya Charlesa i Betty Carter, wydany w 1961 roku. Ich wykonanie „Baby, It’s Cold Outside” uplasowało się na szczycie notowania Billboard Hot R&B/Hip-Hop Songs.

## Lista utworów
| 1.  | „Ev’ry Time We Say Goodbye” (Cole Porter)                                                 | 4:41  |
|     |                                                                                           |       |
| 2.  | „You and I” (Meredith Willson)                                                            | 3:28  |
|     |                                                                                           |       |
| 3.  | Intro: „Goodbye”/"We'll Be Together Again” (Gordon Jenkins)/(Carl Fischer, Frankie Laine) | 3:20  |
|     |                                                                                           |       |
| 4.  | „People Will Say We're in Love” (Oscar Hammerstein II, Richard Rodgers)                   | 2:51  |
|     |                                                                                           |       |
| 5.  | „Cocktails for Two” (Sam Coslow, Arthur Johnston)                                         | 3:15  |
|     |                                                                                           |       |
| 6.  | „Side by Side” (Harry M. Woods, Gus Kahn)                                                 | 2:23  |
|     |                                                                                           |       |
| 7.  | „Baby, It’s Cold Outside” (Frank Loesser)                                                 | 4:10  |
|     |                                                                                           |       |
| 8.  | „Together” (Lew Brown, Buddy De Sylva, Ray Henderson)                                     | 1:35  |
|     |                                                                                           |       |
| 9.  | „For All We Know” (J. Fred Coots, Sam M. Lewis)                                           | 3:44  |
|     |                                                                                           |       |
| 10. | „Takes Two to Tango” (Al Hoffman, Dick Manning)                                           | 3:22  |
|     |                                                                                           |       |
| 11. | „Alone Together” (Howard Dietz, Arthur Schwartz)                                          | 4:45  |
|     |                                                                                           |       |
| 12. | „Just You, Just Me” (Jesse Greer, Raymond Klages)                                         | 2:04  |
|     |                                                                                           |       |
|     |                                                                                           | 39:38 |
|     |                                                                                           |       |

### Bonusowe utwory reedycyjne (1988)
| 1. | „But On the Other Hand Baby” (Charles, Percy Mayfield)     | 3:11  |
|    |                                                            |       |
| 2. | „I Never See Maggie Alone” (Harry Tilsley, Everett Lynton) | 5:37  |
|    |                                                            |       |
| 3. | „I Like to Hear It Sometime” (Jodie Edwards)               | 2:50  |
|    |                                                            |       |
|    |                                                            | 11:38 |
|    |                                                            |       |